# Савельев, Александр Иванович (генерал)
Александр Иванович Савельев (1815—1907) — генерал-лейтенант русской императорской армии, военный инженер; нумизмат.

## Биография
Родился в 1815 году.
В 1834 году окончил Первый кадетский корпус.
Служил дежурным офицером в Главном инженерном училище. В 1856 году был произведён в полковники и назначен командиром Кондукторской роты Главного инженерного училища.
Генерал-майор с 24 ноября 1869 года.
Был уволен со службы 7 февраля 1884 года с производством в генерал-лейтенанты. Числился до 1889 года в в запасных войсках.
Действительный член Русского археологического и Географического обществ.
Умер 2 (15) апреля 1907 года. Похоронен на Петергофском береговом кладбище.
В «Русской старине» (1918. — № 1-2) были опубликованы его «Воспоминания о Ф. М. Достоевском».

## Награды
- орден Св. Станислава 2-й ст. (1860; императорская корона к ордену — 1862)
- орден Св. Анны 2-й ст. (1864;  императорская корона к ордену — 1866)
- орден Св. Владимира 3-й ст. (1868)
- орден Св. Станислава 1-й ст. (1875)
- орден Св. Анны 1-й ст. (1879)